# Кінотеатр імені Довженка (Біла Церква)
Кінотеатр імені Довженка — кінокомплекс в Білій Церкві, частина культурного центру міста.
Комунальне підприємство Білоцерківської міської ради «Кінотеатр ім. О.Довженка» має основний вид діяльності – демонстрація кінофільмів. Основна діяльність кінотеатру направлена на обслуговування глядачів. Кінотеатр має три зали, загальною кількістю 778 місця. Є буфет з великим асортиментом відповідних продуктів харчування. 
Надає такі види послуг:
-демонстрація фільмів;
-функціонування театральних та концертних залів;
-діяльність барів;
-рекламні послуги; 
-надання інших індивідуальних послуг.

## Зали
У кінотеатрі є три зали:
- «Синій 3D» - розрахований на 548 місць (17 рядів). Звукова система: Dolby Digital EX
- «Зелений 3D» - розрахований на 180 місць (13 рядів). Звукова система: Dolby Digital EX Surround-Ex
- «Червоний» - розрахований на 50 місць (5 рядів). Звукова система: Dolby Digital EX Surround-Ex.

## Джерело-посилання
- Офіційний сайт кінотеатру ім. О.Довженка [Архівовано 10 квітня 2017 у Wayback Machine.] (укр.)

| кінотеатр | Це незавершена стаття про кінотеатр. Ви можете допомогти проєкту, виправивши або дописавши її. |

| Біла Церква | Це незавершена стаття про Білу Церкву. Ви можете допомогти проєкту, виправивши або дописавши її. |